# Toy-Viam
Toy-Viam è un comune francese di 34 abitanti situato nel dipartimento della Corrèze nella regione della Nuova Aquitania.

## Società

### Evoluzione demografica
Abitanti censiti